# Dalius Krinickas
Dalius Krinickas ist ein litauischer Politiker und seit 2017 stellvertretender Umweltminister.

## Leben
Nach dem Abitur absolvierte Dalius Krinickas ein Bachelor- und Masterstudium. Er wurde Beamter und arbeitet seit 2004 beim Umweltministerium Litauens. Bis 2017 leitete er als Direktor das Abfall-Departement des Ministeriums, davor das Wasser-Departement. Seit Oktober 2017 ist Krinickas Stellvertreter von Umweltminister Kęstutis Navickas im Kabinett Skvernelis. Sein Vorgänger war Mindaugas Gudas.